# Gravesend–Calle 86 (línea Sea Beach)
Gravesend – Calle 86 es una estación en la línea Sea Beach del Metro de Nueva York de la división A del Interborough Rapid Transit Company. La estación se encuentra localizada en Gravesend en Brooklyn entre la Calle 86 y la Calle 7 Oeste. La estación es servida en varios horarios por los trenes del Servicio .